# Monocyclanthus
Monocyclanthus is een geslacht uit de familie Annonaceae. De soorten uit het geslacht komen voor in tropisch West-Afrika.

## Soorten
- Monocyclanthus vignei Keay